# سي. بي. فان النيل
سي. بي. فان النيل (بالهولندية: Cornelis Bernardus van Niel )‏ (و. 1897 – 1985 م) هو عالم أحياء دقيقة، وعالم كيمياء حيوية، وكيميائي من مملكة هولندا، والولايات المتحدة، ولد في هارلم، كان عضوًا في الأكاديمية الأمريكية للفنون والعلوم، والأكاديمية الملكية الهولندية للفنون والعلوم، والأكاديمية الألمانية للعلوم ليوبولدينا، توفي في كارميل-بي-ثي-سي، مونتيري، كاليفورنيا، عن عمر يناهز 88 عاماً.

## مناصب
تولى منصب بروفيسور، جامعة ستانفورد.

## التعليم
تعلم في جامعة دلفت للتكنولوجيا.

## جوائز
حصل على جوائز منها:
- ميدالية ليفينهوك (1970)
- جائزة رامفورد (1967)
- قلادة العلوم الوطنية (1963)[7]
- Marjory Stephenson Prize [الإنجليزية]‏ (1955)
- زمالة غوغنهايم.